# Az Onedin család
Az Onedin [o:ni:den] család (angolul: The Onedin Line) a BBC népszerű, brit televíziós sorozata. 1971 és 1980 között 91 epizódja készült, egyenként 50 perces hosszúságban.

## Történet
A sorozat Liverpoolban és a tengeren játszódik, a feltörekvő Onedin család történetét meséli el mintegy negyedszázadot felölelve, középpontban a Peter Gilmore által megszemélyesített James Onedinnel, aki kereskedelmi hajózási társaságot épít fel bátyja, a boltos Robert és húga, Elizabeth segítségével. Jövője megalapozása érdekében feleségül vesz egy magánál idősebb nőt, Anne Webstert, hogy annak apjától hozományként szerezze meg az egyébként eladásra kínált Charlotte Rhodes nevű hajót. Bár eleinte mindkettejüket csak az üzleti illetve megélhetési előnyök érdeklik, idővel megtanulják tisztelni egymást, és végül egymásba szeretnek. Anne azonban belehal az első szülésébe.
A történet egyszerre kalandos és romantikus, bepillantást enged a 19. századi alsó és felső középosztály életébe, a XIX. századi brit kapitalizmus kulisszái mögé, az üzlet és a hajózás változásaiba a fa hajóktól az acél hajókig, a vitorlásoktól a gőzösökig. Bemutatja azt a szerepet, amelyet a hajók a nemzetközi politikai konfliktusokban, felkelésekben és a rabszolga-kereskedelemben játszottak.
A sorozat nagy siker volt az 1970-es és 80-as évekbeli Magyarországon.

## Szereplők
A szerepeket alakító színészek mellett a táblázat feltünteti az első (1979, szinkronrendező: Fodor Tamás) és a második (1997, szinkronrendező: Kosztola Tibor) változat magyar szinkronhangjait is.
| Szerep                               | Megjegyzés                                                                 | Színész                     | Magyar hang 1. magyar változat (1978)        | Magyar hang 2. magyar változat (1996) |
| ------------------------------------ | -------------------------------------------------------------------------- | --------------------------- | -------------------------------------------- | ------------------------------------- |
| James Onedin                         |                                                                            | Peter Gilmore               | Kristóf Tibor                                | Helyey László                         |
| Anne Webster/Onedin                  | James Onedin első felesége és lányának anyja                               | Anne Stallybrass            | Császár Angela                               | Szirtes Ági                           |
| William Baines                       | hajóskapitány                                                              | Howard Lang                 | Simon György                                 | Ujlaki Dénes                          |
| Elizabeth Onedin/Frazer/Lady Fogarty | James Onedin húga                                                          | Jessica Benton              | Káldi Nóra, Szilvássy Annamária, Kovács Nóra | Balázs Ági                            |
| Albert Frazer                        | Elizabeth Onedin első férje                                                | Philip Bond                 | Koroknay Géza                                | Sinkovits-Vitay András                |
| Daniel Fogarty                       | Elizabeth Onedin szerelme, majd második férje és a fiának a biológiai apja | Michel Billington/Tom Adams | Ujréti László                                | Kőszegi Ákos/Fülöp Zsigmond           |
| Emma Callon                          | James üzleti vetélytársának unokahúga                                      | Jane Seymour                | Borbás Gabi                                  |                                       |
| Robert Onedin                        | James bátyja                                                               | Brian Rawlinson             | Gruber Hugó                                  | Konrád Antal                          |
| Sarah Onedin                         | Robert felesége                                                            | Mary Webster                | Dallos Szilvia                               | Tímár Éva                             |
| Callon úr                            | James korábbi munkaadója majd versenytársa                                 | Edward Chapman              | Képessy József                               | Szabó Ottó                            |
| Letty Gaunt/Onedin                   | James második felesége, Charlotte nevelőnője                               | Jill Gascoine               | Kútvölgyi Erzsébet                           | Szabó Gabi                            |
| Charlotte Onedin                     | James és Anne lánya gyerekkorában                                          | Victoria Thomas             |                                              |                                       |
| Charlotte Onedin                     | James és Anne lánya felnőttkorában                                         | Laura Hartong               | Kováts Adél                                  | Somlai Edina                          |
| William Frazer                       | Elizabeth és Daniel Fogarty fia felnőttkorában                             | Marc Harrison               | Rudolf Péter                                 | Bartucz Attila                        |
| Samuel Onedin                        | Robert és Sarah fia                                                        | Christopher Douglas         |                                              | Markovics Tamás Dózsa Zoltán          |
| Tom Arnold                           |                                                                            | Keith Jayne                 |                                              | Simonyi Balázs                        |
| Dunwoody úr                          |                                                                            | John Rapley                 |                                              | Botár Endre                           |
| Dawkins úr                           |                                                                            | John Wentworth              |                                              | Versényi László                       |
| Benito                               |                                                                            | Bruce Montagne              |                                              | Haás Vander Péter                     |
| Sir Gerald                           |                                                                            | Barrie Cookson              |                                              | Dobránszky Zoltán                     |
| Caroline Onedin                      |                                                                            | Jenny Twigge                |                                              | Kerekes Éva                           |
| Margarita Juarez/Onedin              | James harmadik felesége és a fiának az anyja                               | Roberta Iger                |                                              | Kocsis Judit                          |
| Webster kapitány                     | Anne apja                                                                  | James Hayter                | Benkő Gyula                                  |                                       |
| Giuseppe Garibaldi                   |                                                                            | John Franklyn-Robbins       | Horváth Gyula                                | Sinkó László                          |
| Thomas Macaulay                      |                                                                            | Ed Devereaux                | ?                                            | ?                                     |

## A koncepció és forgatás
Cyril Abraham eredetileg az akkori jelenben, a 20. század 70-es éveiben képzelte el a sorozat cselekményét. Amikor megtudta, hogy az akkori hajózási társaságok zöme 19. századi eredetű, s megindításuk nem kevés ravaszságot, rátermettséget, sőt áldozatot követelt az akkor még nincstelen alapítóktól, rájött, hogy a sorozat keretében sokkal izgalmasabb lehet ezt a kezdetet bemutatni.
Abraham több különféle, valós személy karakteréből gyúrta össze James Onedint: név szerint James Baines (aki részben William Baines-t is inspirálta), Sir Samuel Cunard (James apját Samuelnek hívták) és Allan Line.
A szokatlan vezetéknevet Abraham egy mitikus lénytől kölcsönözte: egy ondin vagy undin nevű tengeri démont ( vízi nimfát) neveztek így az ókorban.
A 19. századi liverpooli kikötő addigra már nem állt. Helyette a kikötői jeleneteket a devoni Dartmouthban Exeterben, valamint a gloucestershire-i Gloucesterben vettek fel, ahol még akadtak ilyen régi kikötők. Pembrokeshire-ben olyan helyszínek voltak, amelyek alkalmasnak bizonyultak bizonyos Portugáliában és az Oszmán Birodalomban játszódó epizódok helyszíneihez.

## Érdekességek
- Svédországban annyira népszerű volt a sorozat, hogy annak ihletésére alapítottak egy Ånedin-Linjen nevű hajózási társaságot 1973-ban, amely 2015-ig üzemelt.[7]
- Közkeletű tévedés, hogy James első hajója, a Charlotte Rhodes nevű szkúner valódi neve Kathleen és May. A valóságban a filmbeli hajó „megszemélyesítője” az ugyanazon a néven bejegyzett és a dán Fjællebroen Havn hajóépítő üzemben F. Hoffman által 1904-ben épített szkúner[8]. A két hajót csak 2005-ben hozták egymással tévesen kapcsolatba. A Kathleen és Mayt 1900-ban építették, majd 1960-ban egy filmcég vásárolta meg. 1966-ban dokkba vontatták. Napjainkban ez az egyetlen még megmaradt, Nagy-Britanniában bejegyzett favázas szkúner.[9] A hajó hivatalos leírásában nincs nyoma a filmbeli felhasználásnak. [10] A filmben szereplő dán hajó 1976-ban hajózásra alkalmatlanná vált, ezért kicserélték. 1979 októberében Hollandiában gyújtogatás áldozata lett.
- Anne szerepét a készítők eredetileg Sheila Allen színésznőnek szánták.[11]
- A sorozat néhány szereplője, mint pl. Peter Gilmore, Anne Stallybrass és Jessica Benton a közös munkatársi kapcsolat mellett szoros barátságban is állt egymással.[12] Gilmore és Stallybrass kapcsolata azonban még szorosabb lett, amikor Gilmore második házassága is tönkrement. Miután elvált, 1979-ben összeköltözött Stallybrass-szel, de csak 1987-ben házasodtak össze, s halálukig férj és feleség maradtak.[13]
- Bár a forgatókönyv szerint Anne sokat hajózik Jamesszel együtt, Anne Stallybrass a valóságban félt a tengeri utaktól, sőt rettegett attól, hogy vízbe is fulladhat, mert nagyon nehéznek érezte a kosztümöket.[13]
- Jessica Benton 1975-ben Anne Stallybrasst kérte fel, hogy legyen Ella nevű lányának keresztanyja.[14]
- Cyrill Abraham folytatásos regények formájában is közölte a sorozat történetét, de a filmes epizódokhoz képest sok változtatást illetve bővítést eszközölt a történetben. Pl.: Webster kapitány, Anne apja utóbb feleségül vett egy özvegyet. Bruce Stewart jóval jelentősebben tért el a sorozattól: többek között úgy alakította a történetet, hogy Charlotte és James második felesége, Letty kapcsolata súlyos viszályokkal lett volna terhelt, és Elizabeth és Daniel végleg Ausztráliában telepedett volna le.
- Cyrill Abraham úgy tervezte, hogy a regényekben tovább folytatja az Onedin család történetét: James tekintélyes életkort megélve halt volna meg, míg az Onedinek eposza egészen az 1970-es évekig tartott volna. Ez az elképzelés Abraham 1979-es halála miatt nem valósult meg.
- A sorozat német nyelvű szinkronjában megváltoztatták James húgának és az ő első férjének is a nevét: Elizabeth-ből Isabel, míg Albert-ből Elmer lett.[15]

## Fordítás
Ez a szócikk részben vagy egészben  a   The Onedin Line című angol Wikipédia-szócikk fordításán alapul.  Az eredeti cikk szerkesztőit annak laptörténete sorolja fel. Ez a jelzés csupán a megfogalmazás eredetét és a szerzői jogokat jelzi, nem szolgál a cikkben szereplő információk forrásmegjelöléseként.